# Hans Heinrich Wilhelm Magnus
Hans Heinrich Wilhelm Magnus, er publizierte als Wilhelm Magnus, (* 5. Februar 1907 in Berlin; † 15. Oktober 1990 in New York City) war ein deutscher Mathematiker, der sich vor allem mit Gruppentheorie, speziellen Funktionen und mathematischer Physik beschäftigte.

## Leben
Wilhelm Magnus studierte nach seinem Abitur in Tübingen von 1925 bis 1930 Mathematik und Physik an den Universitäten Tübingen und Frankfurt am Main und wurde 1930 bei Max Dehn promoviert. 1933 wurde er in Frankfurt habilitiert und war bis 1938 Privatdozent an der Universität Frankfurt. Als Stipendiat der Rockefeller-Stiftung war er 1934/35 an der Princeton University. Ab 1939 war er an der Albertina in Königsberg tätig. Offenbar kam es in dieser Zeit auch kurzfristig zu Problemen, weil er sich geweigert hatte, der NSDAP beizutreten und deshalb vorübergehend in der Industrie arbeiten musste. Doch bereits 1940 wechselte Magnus an die Technische Hochschule Berlin-Charlottenburg, wo er 1942 zum apl. Professor ernannt wurde. Er war zudem in der Forschungsabteilung der Kriegsmarine Berlin-Wannsee eingesetzt und wurde 1944 zum ordentlichen Professor an der Königsberger Universität  ernannt. Er befasste sich in dieser Zeit auch mit mathematischen Tafelwerken für die speziellen Funktionen der mathematischen Physik, was ihm später in den USA zugutekam.
Nach der Flucht aus Königsberg war Magnus von 1946 bis 1949 ordentlicher Professor an der Universität Göttingen; 1947/48 war er Gastprofessor am Institute of Technology Pasadena (heute CalTech) in Kalifornia, USA. 1948 wurde er zum auswärtigen Mitglied der Göttinger Akademie der Wissenschaften gewählt. 1950 wechselte er an das Courant Institute of Mathematical Sciences of New York University und 1973 auf einen Lehrstuhl am Polytechnic Institute of New York, wo er 1978 emeritiert und 1980 mit dem Ehrendoktortitel geehrt wurde.

## Wirken
Sein Hauptforschungsgebiet war die kombinatorische Gruppentheorie. In Amerika war er ab 1948 Mitarbeiter des Bateman Manuscript Projects des Caltech (der nachgelassenen Manuskripte über spezielle Funktionen von Harry Bateman), dessen Hauptherausgeber Arthur Erdélyi war (weitere Mitarbeiter waren Fritz Oberhettinger und Francesco Tricomi). Er befasste sich auch mit Funktionen der mathematischen Physik wie den Lösungen der Mathieu-Gleichung und der Hill-Gleichung.
1932 löste er das Wortproblem für Gruppen mit einer Relation.
Er galt als ein hervorragender Lehrer, hatte zahlreiche Doktoranden, unter anderem Fritz Oberhettinger, Friedrich Wilhelm Schäfke, Joan Birman, Bruce Chandler, Abe Shenitzer, Seymour Lipschutz, Harry Hochstadt, Donald Solitar und Herbert Keller, und erhielt 1969 den Great Teacher Award der New York University. Er war 1934 Rockefeller-Stipendiat, 1969 Guggenheim Fellow und 1973/74 Fulbright-Hayes Senior Research Scholar. Er war Mitglied der Deutschen Mathematiker-Vereinigung von 1932 bis 1934 und von 1938 bis zu seinem Tode.

## Schriften
- mit Fritz Oberhettinger: Formeln und Sätze für die speziellen Funktionen der mathematischen Physik (= Die Grundlehren der mathematischen Wissenschaften in Einzeldarstellungen. 52). Springer, Berlin 1943, (Englisch: Formulas and Theorems for the Functions of Mathematical Physics. Chelsea, New York NY 1949; 3., enlarged edition, mit Fritz Oberhettinger, Raj Pal Soni: Formulas and Theorems for the Functions of Mathematical Physics. Springer, Berlin  1966).
- mit Fritz Oberhettinger: Anwendungen der elliptischen Funktionen in Physik und Technik (= Die Grundlehren der mathematischen Wissenschaften in Einzeldarstellungen. 61). Springer, Berlin 1949, doi:10.1007/978-3-642-52793-7.
- mit Israel Grossman: Groups and their graphs (= New Mathematical Library. 14). Random House, New York NY 1964, (Deutsch: Gruppen und ihre Graphen. Klett, Stuttgart 1971, ISBN 3-12-983130-4).
- mit Stanley Winkler: Hill’s equation (= Interscience Tracts in Pure and Applied Mathematics. 20, ZDB-ID 411421-8). Interscience Publishers, New York NY 1966.
- mit Abraham Karrass, Donald Solitar: Combinatorial group theory. Presentations of groups in terms of generators and relations (= Pure and Applied Mathematics. 13, ISSN 0079-8185). Interscience, New York NY u. a. 1966.
- Noneuclidean tesselations and their groups (= Pure and Applied Mathematics. 61). Academic Press, New York NY u. a. 1974, ISBN 0-12-465450-9.
- mit Bruce Chandler: The History of Combinatorial Group Theory. A Case Study in the History of Ideas (= Studies in the History of Mathematics and Physical Sciences. 61). Springer, New York NY u. a. 1982, ISBN 0-387-90749-1.
- Collected Papers. Edited by Gilbert Baumslag and Bruce Chandler. Springer, New York NY u. a. 1984, ISBN 0-387-90879-X.